# Africa Aquatics
Pour les articles homonymes, voir CANA.

Ancien logo de la CANA (jusqu'en 2023)

Africa Aquatics (anciennement nommée Confédération africaine de natation amateur (CANA)  jusqu'en septembre 2023) est l'association continentale des fédérations nationales africaines de natation, fondée en 1970. Elle supervise les compétitions internationales africaines de natation sportive, natation synchronisée, plongeon et water-polo. Elle est membre elle-même de la Fédération internationale de natation (FINA).
L'organisation est fondée en décembre 1970 au Caire
Depuis 1974, l'organisation organise notamment les championnats d'Afrique de natation qui ont lieu tous les deux ans les années paires depuis 2002.

## Zones et membres
La CANA répartit ses membres en quatre zones à l'intérieur desquelles sont organisées des compétitions régionales. Les zones et leurs pays membres sont définies dans la constitution de la CANA.
| Zone                                     | Membres             | Membres                          | Membres       | Membres              | Membres      | Membres |
| ---------------------------------------- | ------------------- | -------------------------------- | ------------- | -------------------- | ------------ | ------- |
| 1 Afrique du Nord                        | Algérie             | Égypte                           | Libye         | Maroc                | Mauritanie   |         |
| 1 Afrique du Nord                        | Tunisie             |                                  |               |                      |              |         |
| 2 Afrique de l'Ouest et Afrique centrale | Bénin               | Burkina Faso                     | Cameroun      | Cap-Vert             | Centrafrique |         |
| 2 Afrique de l'Ouest et Afrique centrale | République du Congo | République démocratique du Congo | Côte d'Ivoire | Gabon                | Gambie       |         |
| 2 Afrique de l'Ouest et Afrique centrale | Ghana               | Guinée-Bissau                    | Guinée        | Guinée équatoriale   | Liberia      |         |
| 2 Afrique de l'Ouest et Afrique centrale | Mali                | Niger                            | Nigeria       | Sao Tomé-et-Principe | Tchad        |         |
| 2 Afrique de l'Ouest et Afrique centrale | Sénégal             | Sierra Leone                     | Togo          |                      |              |         |
| 3 Afrique de l'Est                       | Burundi             | Djibouti                         | Érythrée      | Kenya                | Éthiopie     |         |
| 3 Afrique de l'Est                       | Rwanda              | Somalie                          | Soudan        | Ouganda              | Tanzanie     |         |
| 4 Afrique australe                       | Angola              | Botswana                         | Comores       | Lesotho              | Madagascar   |         |
| 4 Afrique australe                       | Malawi              | Maurice                          | Mozambique    | Namibie              | Seychelles   |         |
| 4 Afrique australe                       | Afrique du Sud      | Swaziland                        | Zambie        | Zimbabwe             |              |         |